# Aburni
Aburni war ein König von Nobatia, der um 450 n. Chr. als Nachfolger des Silko regierte.
Aburni ist von einem Brief bekannt, der in Qasr Ibrim gefunden wurde. Der in schlechtem Griechisch geschriebene Brief wurde vom König der Blemmyer, Phonen, und seinem Sohn, dem Phylarchen Breytek, an Aburni und dessen Söhne Nakase und Mouses gerichtet. Es handelt sich um die Antwort auf einen verlorenen Brief.
In dem Brief macht Phonen klar, dass er Feind der Nobaden ist und nennt diverse Konflikte, die er mit Silko und seinem Nachfolger Aburni hatte. Phonen berichtet von Tieren, die gegen Land eingetauscht worden sind, worauf Silko den blemmyrischen Phylarchen Yeny getötet und zahlreiche Priester verschleppt habe. Unklar bleibt, ob Phonen sein Land zurückbekam. Phonen ist jedoch der letzte bezeugte Herrscher der Blemmyrer und man mag vermuten, dass es Aburni gelang, diese zu vernichten und ihr Reich zu übernehmen.